# Santuario di Santa Maria della Neve
Il santuario di Santa Maria della Neve è un edificio sacro situato in località Castelvecchio a Migliari, nel comune di Laterina Pergine Valdarno, in provincia di Arezzo.

## Descrizione
Il santuario, sede di culto mariano fino dal Medioevo, è stato costruito da Giovanni Acuto, signore del castello di Migliari che alla sua morte, per sua volontà, passò alla Repubblica fiorentina che nominò nel tempo i rettori attraverso i capitani di parte Guelfa..
Ancora oggi, la chiesa sulla sommità di una collina è meta di pellegrini e devoti all'immagine di Maria. Purtroppo la prima immagine, che risaliva al XV secolo, fu rubata negli anni Sessanta ed è oggi sostituita con un'immagine benedetta da Papa Giovanni Paolo II. 
Nell'interno, sulla parete di sinistra della chiesa c'è un quadro con le foto dei volti dei 281 giovani delle parrocchie limitrofe che nel 1942 furono chiamati alle armi e che con quel gesto chiesero la grazia nonché protezione alla Madonna di Migliari.